# Faculté de droit de Emory
Pour les articles homonymes, voir Faculté de droit.
La Faculté de droit de Emory (en anglais Emory University School of Law, Emory Law), aussi désignée par le sigle ELS, est l'une des facultés ou écoles de l'université Emory, située à Atlanta dans le Géorgie. Elle compte environ 700 étudiants.

## Personnalités célèbres
Professeurs actuels :
- Abdullahi Ahmed An-Na'im
- Frank S. Alexander
- Harold J. Berman
- Michael Broyde
- William W. Buzbee[2]
- Kathleen Cleaver
- Martha Fineman
- Richard D. Freer
- Victoria F. Nourse
- William T. Mayton[3]
- Michael J. Perry[4]
- Robert A. Schapiro[5]
- Charles A. Shanor
- Tibor Várady[6]
- Johan D. van der Vyver
- Alexander "Sasha" Volokh
- John Witte, Jr.

Anciens étudiants (Alumni) :
- Carte Goodwin
- Bernice King
- Sam Nunn